# Bezirkskrankenhaus Landshut

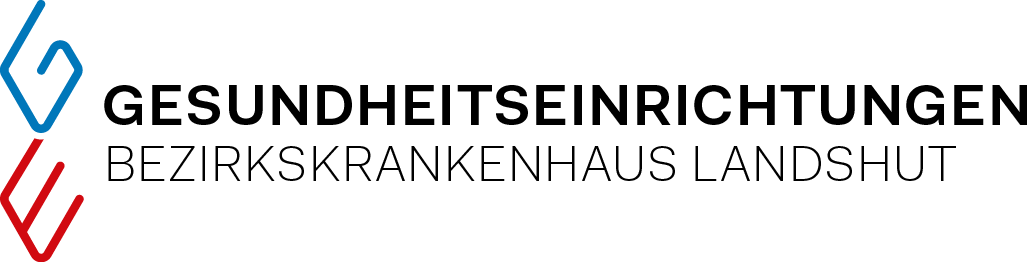
Logo des Bezirkskrankenhauses Landshut

Das Bezirkskrankenhaus Landshut (BKH Landshut) ist ein psychiatrisches Akutkrankenhaus mit den beiden Kliniken Klinik für Psychiatrie, Psychotherapie und Psychosomatik und Klinik für Kinder- und Jugendpsychiatrie, Psychotherapie und Psychosomatik.
In Deggendorf und Passau betreibt das Krankenhaus Außenstellen der Klinik für Kinder- und Jugendpsychiatrie, Psychotherapie und Psychosomatik mit Tagesklinik und Institutsambulanz. In Zwiesel und Waldkirchen bestehen Außenstellen, die als Institutsambulanzen betrieben werden.

## Geschichte

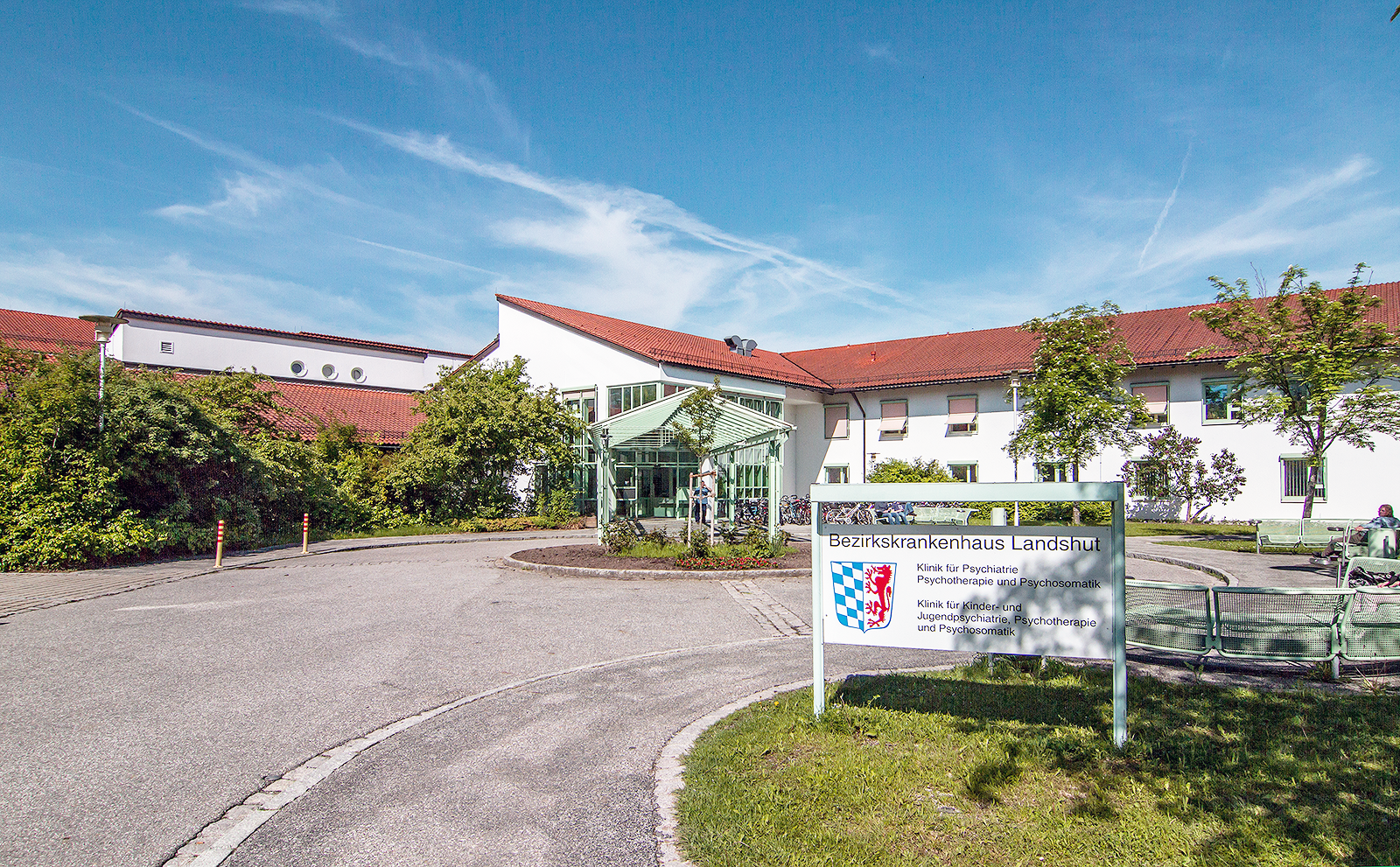
Haupteingang des Bezirkskrankenhauses Landshut

Das Bezirkskrankenhaus Landshut wurde 1993 eröffnet und ging 1995 in den Vollbetrieb über. Träger ist der Bezirk Niederbayern, der weitere psychiatrische Krankenhäuser in Mainkofen, Straubing und Passau betreibt. Das Gründungsdirektorat bildeten Michael Philipp (Ärztlicher Direktor und Chefarzt der Erwachsenenklinik bis 2008), Claudia Knab (Pflegedirektorin bis 2022) und Richard Zacherl (Krankenhausdirektor bis 2016). Gründungschefarzt der Klinik für Kinder- und Jugendpsychiatrie, Psychotherapie und Psychosomatik wurde Matthias von Aster.
2008 wurde Michael Philipp in den Ruhestand verabschiedet. Ihm folgte als Chefarzt der Klinik für Psychiatrie, Psychotherapie und Psychosomatik Hermann Spießl aus Regensburg nach, der 2012 auch als Ärztlicher Direktor in Nachfolge von Matthias von Aster bestellt wurde.
Das Bezirkskrankenhaus Landshut entstand in Umsetzung der Beschlüsse des Deutschen Bundestages im Jahr 1975 (siehe Psychiatrie-Enquete). Mit ihnen sollte die Situation der Psychiatrie in der Bundesrepublik Deutschland grundsätzlich eine neue Richtung einschlagen: weg von langjährigen Aufenthalten in wohnortfernen Kliniken mit Bettensälen hin zu gemeindenaher Versorgung, Förderung von Beratung und Selbsthilfe, Gleichstellung somatisch und psychisch Kranker, moderne psychiatrische Behandlung, Pflege und Begleitung und einiges mehr. Architektur, Struktur und Lage des Bezirkskrankenhauses Landshut tragen diesem Anspruch Rechnung: helle, kleinteilige Gebäude, ein relativ kleines Gelände in fußläufiger Stadtkernnähe, Zweibett-Zimmer. Die Eröffnung der Landshuter psychiatrischen Klinik unterstützte dabei auch die Restrukturierungs- und Verkleinerungspläne des Bezirks Niederbayern für das Mainkofener Bezirksklinikum.
2019 geriet die Klinik für Kinder- und Jugendpsychiatrie (KJPP) in den Fokus der Öffentlichkeit. Fachlicher Hauptkritikpunkt war der Umgang mit Fixierungen in der KJPP Landshut. Angestoßen wurde die Diskussion durch Dietmar Eglinsky. Dieser war 2018 als Nachfolger für den in den Ruhestand gegangenen Matthias von Aster zum Chefarzt der KJPP berufen worden. Die Auseinandersetzungen mündeten in einer Untersuchung des Krankenhausträgers. Mit der Umsetzung der Ergebnisse und Handlungsempfehlungen wurde im Jahr 2020 als neue Chefärztin Tanja Hochegger betraut.
2022 wurde Claudia Knab, Pflegedirektorin seit Gründung des Hauses, in den Ruhestand verabschiedet. Zu ihrer Nachfolgerin wurde Michèle Schuierer berufen. Auch in der Position des Krankenhausdirektors gab es personelle Wechsel: Die Nachfolge von Richard Zacherl trat 2016 Stefan Eichmüller an. Ihm folgte ab 2021 Christian Fenzl nach.

## Struktur
Die Klinik für Psychiatrie, Psychotherapie und Psychosomatik umfasst zehn Stationen mit insgesamt 210 Betten, eine Tagesklinik mit 20 Plätzen und eine Institutsambulanz (Stand 2021). In der Klinik können alle psychischen Erkrankungen im Erwachsenenalter behandelt werden. Die Stationen sind nach Erkrankung spezialisiert.
Die Klinik für Kinder- und Jugendpsychiatrie, Psychotherapie und Psychosomatik umfasst am Standort Landshut vier Stationen mit insgesamt 50 Betten, eine Tagesklinik mit 14 Plätzen, eine Institutsambulanz sowie die Schule für Kranke und das ISPR. Behandelt werden alle Erkrankungen des kinder- und jugendpsychiatrischen Spektrums. Die Außenstellen in Deggendorf und Passau bieten jeweils eine Tagesklinik mit 15 bzw. 18 Plätzen, eine Institutsambulanz und eine Schule für Kranke. In Zwiesel und Waldkirchen wird jeweils eine Institutsambulanz geführt (Stand 2021).

## ISPR
Das 2009 geschaffene ISPR (Institut für seelische und psychosoziale Rehabilitation) bietet für Kinder und Jugendliche ein Ganztagesangebot mit Beschulung durch die Schule für Kranke und einer Heilpädagogischen Tagesstätte in enger Kooperation mit der kinder- und jugendpsychiatrischen Ambulanz des BKH Landshut.